# Nächster Stopp Zukunft
Nächster Stopp Zukunft ist das Debütalbum des österreichischen Rappers RAF Camora. Es erschien am 13. November 2009 über D-Bos Label Wolfpack Entertainment.

## Produktion
Auf dem Album sind neben dem Hauptproduzenten RAF Camora selbst (neun Songs) sieben weitere Musikproduzenten vertreten. Worte, Mitgehangen mitgefangen und Vorbei wurden von Irievibrations produziert, für die Produktion von Nächster Stopp Zukunft war Beatlefield, ein Produzententeam bestehend aus Chakuza und DJ Stickle, verantwortlich. Zudem sind Konshens (Winner), Beatzarre (Fakkermusik), Tobstarr (Risiko), Mezuian (Ich und mein Kroko) und Abaz (Sag ihnen) als Produzenten auf dem Tonträger vertreten. Alle Lieder wurden im Beatlefield-Studio in Berlin aufgenommen.

## Covergestaltung
Auf dem Cover ist auf der linken Seite RAF Camora zu sehen. Er trägt ein rotes T-Shirt sowie eine blau-graue Jacke und verdeckt ungefähr die Hälfte des Covers. Rechts oben ist in Goldbuchstaben sein Logo zu sehen und rechts unten steht eher klein der Albumtitel Nächster Stopp Zukunft.

## Gastbeiträge
Auf dem Album befinden sich insgesamt sechs Gastbeiträge. Auf dem Song Go singt der jamaikanische Reggae-Sänger Konshens den Refrain, auf dem Lied Fakkermusik ist Nazar zu hören. Die Rolle des Doktors bei dem Track Herr Doktor übernimmt D-Bo. Auf Rest in Peace rappt RAF Camoras langjähriger Partner bei Balkan Express, Joshi Mizu, mit. Auf dem Song Nächster Stopp Zukunft ist Chakuza vertreten und bei Dach der Welt ist der Mannheimer Rapper Sonnik Boom zu hören.

## Titelliste
| #  | Titel                   | Gastmusiker | Produzent(en)              | Länge |
| -- | ----------------------- | ----------- | -------------------------- | ----- |
| 1  | 3 mal                   |             | RAF Camora                 | 3:49  |
| 2  | Yo                      |             | RAF Camora                 | 3:04  |
| 3  | Winner                  |             | RAF Camora, Konshens       | 4:31  |
| 4  | Worte                   |             | RAF Camora, Irievibrations | 3:55  |
| 5  | Go                      | Konshens    | RAF Camora                 | 3:57  |
| 6  | Fakkermusik             | Nazar       | Beatzarre                  | 3:39  |
| 7  | T.R.I.P                 |             | RAF Camora                 | 5:29  |
| 8  | Herr Doktor             | D-Bo        | RAF Camora                 | 4:05  |
| 9  | Rest In Peace           | Joshi Mizu  | RAF Camora                 | 3:15  |
| 10 | Nächster Stopp Zukunft  | Chakuza     | Beatlefield                | 3:26  |
| 11 | Risiko                  |             | Tobstarr                   | 3:33  |
| 12 | Mitgehangen mitgefangen |             | Irievibrations             | 4:29  |
| 13 | Dach der Welt           | Sonnik Boom | RAF Camora                 | 3:37  |
| 14 | Ich und mein Kroko      |             | Mezuian                    | 2:53  |
| 15 | Vorbei                  |             | Irievibrations             | 3:31  |
| 16 | Sag ihnen               |             | Abaz                       | 2:56  |

## Singles
Eine Woche vor der Veröffentlichung des Albums wurde der Freetrack Jung, Fresh und Frei von RAF Camora veröffentlicht, der letztlich jedoch nicht auf dem Album erschien. Knapp zwei Wochen nach der Veröffentlichung wurde ein Video für Winner gedreht, das am 1. Dezember 2009 auf YouTube veröffentlicht wurde. Das Video wurde von Tale Filmproduktion produziert, Regie führte Moritz Winkler.

## Rezeption
„Kulturübergreifend – eines der passendsten Adjektive, um RAF Camora und seine Musik zu beschreiben. Aus Wien zieht er nach Berlin, in Italien ist er geboren und im französischen Teil der Schweiz aufgewachsen. Sein Debütalbum ‚Nächster Stopp Zukunft‘ ist nicht minder bunt. In erster Linie rappt er und das auf deutsch, singt in den meisten Fällen seine Hooks selbst, das dann wiederum oft auf französisch und gleichzeitig ist er aber auch noch sein eigener Produzent und beweist wahrhaftiges musikalisches Können, indem er die Gitarre und das Keyboard selbst einspielt. Ein Multitalent könnte man sagen, der Lenny Kravitz des Rap, was sich ebenfalls in seinen Texten widerspiegelt.“

„‚Nächster Stopp Zukunft‘, so der Albumtitel, hält was es verspricht. Frei nach RAF’s Aussage: ,Gib mir irgendwas zum Musik machen, sag mir welche Richtung und auf welcher Sprache und du kriegst einen RAF Camora Hit!‘, findet sich auf der CD eine Kombination aus Live-Instrumenten mit Gesang und Rap-Entertainment. Mal fröhlich und karibisch warm, mal ernsthaft und dann wieder verspielt, aber dabei immer unverkennbar und einzigartig. Eben genau die Kunst die für die Zukunft richtungweisend ist.“

„Mit ‚Nächster Stopp Zukunft‘ findet sich wahrlich kein Brillant der Zukunft wieder, aber immerhin liefert RAF Camora ein ordentliches und zuteilen ziemlich gutes zweites Album ab mit diesem Werk. Dabei helfen ihm seine vielfältigen Produktionen und Konzepte zu einer besseren Gesamtleistung, da der Rahmen für das Album insgesamt sehr viel runder wirkt. Daher ist es recht erfreulich, wenn sich Straßenrapper Gedanken über ihr Werk machen, Themen beschreiben und somit auch wesentlich mehr Inhalt bieten können – so macht es zumindest wieder Spaß ein Album mit Straßenthemen zu hören, wenn da ein wenig mehr als nur reiner Battlerap dahinter steckt.“